# Трагедии Уильяма Шекспира
Уильям Шекспир писал трагедии с начала литературной деятельности. Одной из первых его пьес стала римская трагедия «Тит Андроник», спустя несколько лет появилась пьеса «Ромео и Джульетта». Однако наиболее знаменитые трагедии Шекспира написаны в продолжение семилетия 1601—1608 гг. В этот период были созданы четыре великих трагедии — «Гамлет», «Отелло», «Король Лир» и «Макбет», а также «Антоний и Клеопатра» и менее известные пьесы — «Тимон Афинский» и «Троил и Крессида».

## Трагедии
Многие исследователи связывали эти пьесы с аристотелевскими установками жанра: главный герой должен быть выдающимся, но не лишённым порока человеком, а зрители должны испытывать к нему определённые симпатии. Все трагические протагонисты у Шекспира имеют способности и к добру, и ко злу. Драматург следует доктрине свободной воли: (анти)герою всегда предоставлена возможность выпутаться из ситуации и искупить грехи. Однако он не замечает этой возможности и идёт навстречу року.

## Любовные трагедии
«Ромео и Джульетту», «Антония и Клеопатру» и «Отелло» относят к любовным трагедиям. Эти трагедии отличаются от других тем, что рок преследует влюблённых не из-за какого-то их проступка (кроме решения Ромео и Джульетты совершить самоубийство), но из-за некоторых преград в мире вокруг них. В этих трагедиях смерть предстаёт почти как высшее свершение их любви, поскольку в трагическом мире любовь победить не может.

## Список трагедий Шекспира
- Ромео и Джульетта
- Макбет
- Король Лир
- Гамлет
- Отелло
- Тит Андроник
- Юлий Цезарь
- Антоний и Клеопатра
- Кориолан
- Троил и Крессида
- Тимон Афинский
- Цимбелин в Первом фолио отнесён к трагедиям, но часто его относят к «романическим» комедиям или «трагикомедиям».